# Kaukauna, Wisconsin
Kaukauna là một thành phố thuộc quận Outagamie, tiểu bang Wisconsin, Hoa Kỳ. Năm 2000, dân số của thành phố này là 12983 người.